# Simon Osiašvili
Simon Osiašvili je ruský básník a hudební skladatel.

## Život
Roku 1985 vystudoval Literární institut Maxima Gorkého, na kterém docházel na semináře poezie, jež vedli Lev Ivanovič Ošanin a Vladimir Andrejevič Kostrov. Ještě před dokončením školy již publikoval a například roku 1984 zpěvačka Sofia Rotaru uvedla jeho píseň „Žizň“, k níž hudbu složil Vladislav Migula. Do roku 2017 pak Osiašvili napsal více než čtyři sta písní, jež do svého repertoáru zařadili pěvci Vjatcheslav Leontěv, Alexey Sergeevich Glyzin, Vyacheslav Dobrynin či Irina Ponarovská. Od roku 1993 své písně Osiašvili také autorsky zpívá.
Se svými skladbami vystoupil i v zahraničí, například v České republice na koncertě 22. září 2017 v Ruském středisku vědy a kultury v Praze, kde vedle jiných uvedl písně „Ně syp mně sol na ranu“, „Dorogije moji stariki“, „Maminy glaza“, „Pěrvyje cvěty“. Jeho skladby se objevily i ve filmu, a sice v českém snímku Kolja.